# Saint-Agnant-près-Crocq
Saint-Agnant-près-Crocq – miejscowość i gmina we Francji, w regionie Nowa Akwitania, w departamencie Creuse.
Według danych na rok 1990 gminę zamieszkiwało 209 osób, a gęstość zaludnienia wynosiła 8 osób/km² (wśród 747 gmin Limousin Saint-Agnant-près-Crocq plasuje się na 422. miejscu pod względem liczby ludności, natomiast pod względem powierzchni na miejscu 217.).